# Arco da Rua Augusta
De Arco da Rua Augusta is een historisch stenen gebouw in de vorm van een triomfboog op het Praça do Comércio in Lissabon. Het werd gebouwd ter herinnering aan de wederopbouw na de aardbeving van 1755. Het bestaat uit zes kolommen van ongeveer 11 meter hoog, en is versierd met beelden van historische figuren.